# Communauté de communes Pays d’Opale
Die Communauté de communes Pays d’Opale ist ein französischer Gemeindeverband mit der Rechtsform einer Communauté de communes im Département Pas-de-Calais in der Region Hauts-de-France. Sie wurde am 1. Januar 2017 gegründet und umfasst 23 Gemeinden (Stand: 1. Dezember 2019). Der Verwaltungssitz befindet sich in der Gemeinde Guînes.

## Historische Entwicklung
Der Gemeindeverband entstand mit Wirkung vom 1. Januar 2017 aus der Fusion der Vorgängerorganisationen
- Communauté de communes des Trois Pays und
- Communauté de communes du Sud-Ouest du Calaisis (unter Abgang von vier Gemeinden zur Communauté d’agglomération du Calaisis).

Am 1. April 2017 wechselte die Gemeinde Escalles zur Communauté d’agglomération du Calaisis.
Am 20. November 2018 annullierte das Verwaltungsgericht in Lille die Fusion.
Mit dem Weggang der restlichen Gemeinden Bonningues-lès-Calais, Peuplingues, Pihen-lès-Guînes, Saint-Tricat der ehemaligen Communauté de communes du Sud-Ouest du Calaisis mit Wirkung zum 1. Januar 2019 setzt sich der Gemeindeverband somit vollständig aus den Gemeinden der ehemaligen Communauté de communes des Trois Pays zusammen.

## Mitgliedsgemeinden
| Gemeinde                            | Einwohner 1. Januar 2022 | Fläche km² | Dichte Einw./km² | Code INSEE | Postleitzahl |
| ----------------------------------- | ------------------------ | ---------- | ---------------- | ---------- | ------------ |
| Alembon                             | 626                      | 8,97       | 70               | 62020      | 62850        |
| Andres                              | 1.534                    | 7,15       | 215              | 62031      | 62340        |
| Ardres                              | 4.393                    | 13,52      | 325              | 62038      | 62610        |
| Autingues                           | 291                      | 2,97       | 98               | 62059      | 62610        |
| Bainghen                            | 214                      | 6,69       | 32               | 62076      | 62850        |
| Balinghem                           | 1.225                    | 5,79       | 212              | 62078      | 62610        |
| Bouquehault                         | 794                      | 8,04       | 99               | 62161      | 62340        |
| Boursin                             | 242                      | 7,58       | 32               | 62167      | 62132        |
| Brêmes                              | 1.311                    | 7,25       | 181              | 62174      | 62610        |
| Caffiers                            | 726                      | 4,77       | 152              | 62191      | 62132        |
| Campagne-lès-Guines                 | 414                      | 5,72       | 72               | 62203      | 62340        |
| Fiennes                             | 849                      | 11,64      | 73               | 62334      | 62132        |
| Guînes                              | 5.508                    | 26,42      | 208              | 62397      | 62340        |
| Hardinghen                          | 1.245                    | 8,24       | 151              | 62412      | 62132        |
| Herbinghen                          | 423                      | 4,31       | 98               | 62432      | 62850        |
| Hermelinghen                        | 406                      | 6,43       | 63               | 62439      | 62132        |
| Hocquinghen                         | 116                      | 1,94       | 60               | 62455      | 62850        |
| Landrethun-lès-Ardres               | 792                      | 5,71       | 139              | 62488      | 62610        |
| Licques                             | 1.657                    | 18,36      | 90               | 62506      | 62850        |
| Louches                             | 948                      | 12,83      | 74               | 62531      | 62610        |
| Nielles-lès-Ardres                  | 586                      | 4,48       | 131              | 62614      | 62610        |
| Rodelinghem                         | 555                      | 4,35       | 128              | 62716      | 62610        |
| Sanghen                             | 327                      | 6,17       | 53               | 62775      | 62850        |
| Communauté de communes Pays d’Opale | 25.182                   | 189,33     | 133              | –          | –            |